# Airstream

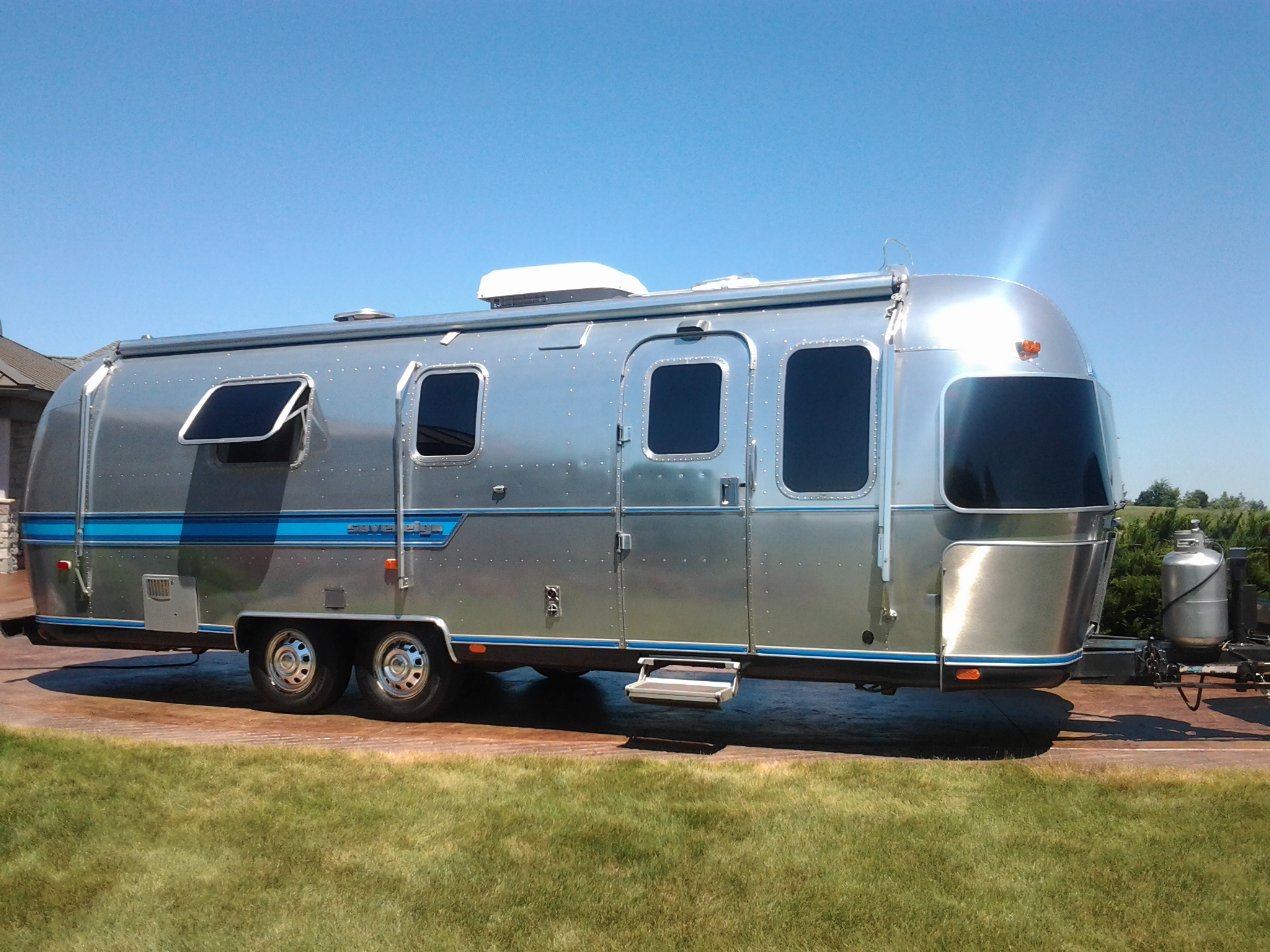
Een Airstream-caravan uit 1987.

Airstream is een merk van mobilhomes en caravans die geproduceerd worden in Jackson Center (Ohio) in de Verenigde Staten. Airstream is een afdeling van Thor Industries en stelt iets minder dan 400 mensen te werk. Het is het oudste bedrijf in de sector. Airstream-campers en -caravans vallen op door hun typische afgeronde vormen in aluminium, een vormgeving die uit de jaren 1930 dateert.